# Bandera de Castellserà
La bandera oficial de Castellserà té la següent descripció:
Bandera apaïsada, de proporcions dos d'alt per tres de llarg, vermella, amb dues faixes blanques, cadascuna de gruix 1/6 de l'alçària del drap, la primera amb el perfil inferior dentat de 9 dents, situades a 3/12 de les respectives vores superior i inferior del drap.
Va ser aprovada el 6 de juliol de 2017 i publicada al DOGC el 14 de juliol del mateix any amb el número 7412.